# Condensado fermiónico
El condensado fermiónico es un estado de agregación de la materia en el que la materia adquiere superfluidez. Se produce a temperaturas muy bajas, cercanas al cero absoluto. Fue creado en la Universidad de Colorado por primera vez en 1999; el primer condensado de Fermi formado por átomos fue creado en 2003.
El fenómeno de la condensación fermiónica es diferente a la formación de Pares de Cooper en el marco de la Teoría BCS. Si bien es cierto que un Par de Cooper se puede asimilar a un bosón, ello no significa que la formación de los pares de Cooper implique automáticamente la presencia de un condensado. Para obtener un condensado de Pares de Cooper es necesario que se agrupen todos en el mismo estado cuántico.
El comportamiento de un condensado fermiónico depende del origen del mismo. Si el condensado molecular proviene de un gas de Fermi, el proceso de formación molecular es «incoherente», similar a un campo de luz térmica. En este caso, la probabilidad de tener un gran número de moléculas es baja, y la mayoría de los átomos permanecen libres.
Las moléculas del gas fermiónico son fermiones y no bosones ya que, aunque se unan solamente fermiones, estos van a completar el espín a un entero y se estabiliza por ese momento y las moléculas no están en movimiento.
El principio de exclusión de Pauli establece que es imposible que dos fermiones ocupen el mismo lugar. Esto con el tiempo se ha alterado puesto que los electrones estabilizan a la onda dándole una forma estable.
Deborah S. Jin, Markus Greiner y Cindy Regal han dado un paso más y también, gracias a la ultra congelación de partículas, han encontrado un nuevo estado de la materia, el sexto: el gas fermiónico. Como aseguran estos físicos, el hielo cuántico está compuesto de bosones, una clase de partículas que inherentemente son gregarias y sus leyes estadísticas tienden a favorecer la ocupación múltiple de un mismo estado cuántico. Sin embargo, el gas fermiónico está completamente integrado por fermiones. Estos, a diferencia de los bosones, son poco sociables y por definición nunca dos de ellos pueden ocupar el mismo estado de movimiento. Un par de fermiones idénticos no pueden ocupar el mismo estado cuántico. A altas temperaturas, las conductas de estas partículas elementales son casi imperceptibles. Sin embargo, cuando se enfrían tienden a buscar los estados de más baja energía y es en este instante cuando se acentúa el carácter antagónico de bosones y fermiones. 

## Comportamiento
Los físicos de Boulder usaron rayos láser para atrapar una pequeña nube de 500.000 átomos de potasio. Limitando su movimiento natural, se enfriaron los átomos a 50.000 millonésimas de grados por encima del cero absoluto. Por su carácter arisco, los fermiones de esos átomos deberían repelerse, pero no fue así. Al aplicar un campo magnético a los átomos super fríos, estos se juntaron brevemente en parejas y crearon un condensado. Según los ellos, este hallazgo podría dar pie a una amplia gama de aplicaciones prácticas. Por ejemplo, el gas fermiónico ofrece más investigaciones en el campo de la superconductividad, fenómeno por el que la electricidad discurre sin resistencia alguna, y con esto controlar a los fermiones con láser para producir más cantidad de fermiones ultracongelados.